# Mas de Daumas Gassac
Mas de Daumas Gassac è un produttore di vino francese della regione Languedoc, classificato come Vin de Pays de l'Hérault poiché utilizza varietà di vitigni non permessi dalla propria Appellation d'origine contrôlée (AOC). Produce sia rossi che bianchi e si trova nel sud della Francia, nel comune di Aniane. A dispetto della sua modesta appellazione e localizzazione, ha ricevuto l'unanime approvazione: per il giornale statunitense The Times è buono come un “Latour” e per la rivista francese GaultMillau è il "Lafite Rothschild della Languedoc-Roussillon".

## Storia
La famiglia Daumas vendette la proprietà ad Aimé Guibert, ex produttore di guanti che piantò la vite nel 1974. Seguendo i consigli di Henri Enjalbert, professore di geografia dell'Università di Bordeaux, secondo il quale il microclima della proprietà era stranamente favorevole per la coltivazione del vino in una regione così calda, il primo vino fu prodotto nel 1978 con l'assistenza dell'enologo Émile Peynaud.
Mas de Daumas Gassac fu il primo a dimostrare che un vino senza AOC (come un semplice Vin de Pays de l'Hérault) poteva essere un ottimo vino rosso, capace di invecchiare e raggiungere prezzi simili ai più blasonati Bordeaux.
Aimé Guibert è apparso nel film-documentario Mondovino, affermando "il vino è morto".
Nella proprietà sono coltivati più di 50 ettari, soprattutto Cabernet Sauvignon, ma anche Merlot, Cabernet Franc, Pinot Nero, Tannat, Nebbiolo, Barbera e Dolcetto. I vini bianchi sono prodotti con Chardonnay, Viognier e Petit Manseng, ma anche Marsanne, Roussane, Chenin Blanc, Sercial, e Muscat.